# Sydals kommun
Land (P17) saknas i Q13406268.
Sydals kommun (danska: Sydals Kommune) var en kommun i dåvarande Sønderjyllands amt i sydvästra Danmark. Kommunen omfattade ett område i den södra delen av ön Als (därav namnet), öster om staden Sønderborg och hade Data saknas. Tätorten Høruphav utgjorde kommunens centralort.
Den 1 januari 2007, som en del av kommunreformen 2007, gick Sydals kommun, tillsammans med kommunerna Augustenborg, Broager, Gråsten, Nordborg och Sundeved, upp i Sønderborgs kommun.

## Socknar
Inom Danska folkkyrkan var dåvarande Sydals kommun indelad i fyra socknar:
- Hørups socken
- Kegnæs socken
- Lysabilds socken
- Tandslets socken

Socknarna ingår i Sønderborgs prosteri i Haderslevs stift.

## Borgmästare
Denna lista hämtas från Wikidata. Informationen kan ändras där.